# 梅雷尼斯科 (密歇根州)
梅雷尼斯科（英語：Marenisco）是位於美國密歇根州戈吉比克縣的一個普查規定居民點。

## 人口
根據2020年美國人口普查的數據，梅雷尼斯科的面積為8.93平方千米，當中陸地面積為8.93平方千米，而水域面積為0.00平方千米。當地共有人口179人，而人口密度為每平方千米20.04人。